# Maaseh Merkabah
El Maaseh Merkabah (en español: las obras del carro) (en hebreo: מעשה מרכבה) es un texto místico judío de la época de los sabios Gueonim, que incluye una colección de himnos. La obra forma parte de la tradición de la Merkabá, el misticismo del carro celestial, y la literatura de los palacios celestiales (Hejalot). El texto fue editado por primera vez por el judío Gershom Scholem en 1965. Una traducción en inglés realizada por Janowitz se puede encontrar en sus poemas sobre la ascensión, entre las páginas 29 hasta la 81. Una edición crítica y una traducción del texto fueron publicadas por Michael D. Swartz.

## Contenido
Como la mayor parte de los textos de la literatura de los palacios (Hejalot), la obra Maaseh Merkabah gira en torno al conocimiento de los nombres secretos de Dios utilizados para llevar a cabo el ascenso místico. La obra comienza con una conversación entre el Rabino Ismael y el Rabino Akiva ben Iosef, donde este último expone los misterios del mundo espiritual y describe la aparición de los planos celestiales. Himnos y largas listas que incluyen los nombres de Dios en el judaísmo, están presentes en todo el texto, así como muchos nombres de ángeles, así mismo se incluye una sección que enumera las diversas reglas de los siete palacios celestiales. También se dan instrucciones rituales específicas en varios puntos del texto, incluida una técnica para invocar al ángel de la presencia. A continuación, se recita una oración ritual para proteger al practicante cuando el ángel de la presencia desciende. Esto implica la recitación de varios nombres divinos llamados "sellos", diseñados para garantizar que el místico no perezca debido al temible poder del ángel. El texto termina con la recitación de una serie de himnos.